# Красильников, Евгений Витальевич
Евге́ний Вита́льевич Краси́льников (7 апреля 1965, Курган — 6 марта 2014, Красногорск, Московская область) — советский и российский волейболист, связующий, игрок сборных СССР, СНГ и России (1988—1996). Серебряный призёр Олимпийских игр 1988 года, обладатель Кубка мира 1991 года, чемпион Европы 1991 года. Заслуженный мастер спорта СССР (1992).

## Биография
Евгений Красильников родился 7 апреля 1965 года в городе Кургане.
Начал заниматься волейболом в ДЮСШ № 4 города Горького. Первый тренер — В. С. Жданов.
После окончания школы переехал в Москву, где играл сразу за две команды, института, в котором учился и дубль «Динамо» (Московская область).
Выступал за команды:
- 1983—1992 — «Динамо» (Московская область),
- 1992—1994 — «Халкбанк» (Анкара, Турция),
- 1994—1995 — «Левша» (Тула),
- 1995—1996 — «Эмлякбанк» (Анкара, Турция),
- 1996—1999 — клубы Турции,
- 1999—2000 — клубы Польши,
- 2000—2002 — клубы Израиля,
- 2002—2008 — «Зоркий» (Красногорск, Московская область)
- 2012—2014 — «Кристалл» (Москва) — любительская волейбольная лига

Четырёхкратный серебряный призёр чемпионатов СССР (1984, 1985, 1988, 1989), бронзовый призёр союзного первенства 1986, бронзовый призёр чемпионата России 1993. Двукратный чемпион Турции (1993 и 1994).
В составе молодёжной сборной СССР в 1984 стал чемпионом Европы, а в 1985 — чемпионом мира.
В сборных СССР, СНГ и России в официальных соревнованиях выступал в 1988—1996 годах. В их составе:
- серебряный призёр Олимпийских игр 1988,
- бронзовый призёр чемпионата мира 1990,
- обладатель Кубка мира 1991,
- бронзовый призёр розыгрыша Кубка мира 1989,
- чемпион Европы 1991,
- бронзовый призёр европейского первенства 1993,
- серебряный (1993) и двукратный бронзовый (1991, 1996) призёр Мировой лиги,
- участник Олимпийских игр 1992,
- участник чемпионата Европы 1989,
- участник розыгрышей Мировой лиги 1990, 1992, 1994, 1995 годов.
- дважды чемпион Турции.
- обладатель приза лучшего игрока чемпионата (Израиль)
- обладатель Кубка России среди ветеранов.

После завершения спортивной карьеры — тренер по работе с детскими командами волейбольного клуба «Зоркий» (Красногорск, Московская область).
Евгений Красильников умер 6 марта 2014 года в возрасте 48 лет в городе Красногорске Московской области.